# Ignacio González (Fußballspieler, 1989)
José Ignacio González Catalán (* 2. Dezember 1989 in Santiago) ist ein chilenischer Fußballtorwart.

## Karriere
Ignacio González kam 2001 in die Jugend vom CSD Colo-Colo. Ab 2008 spielte er in der Herrenmannschaft – zu Beginn kam er allerdings in der Reservemannschaft des Vereins zum Einsatz, da die Profimannschaft der Albos mit Cristián Muñoz, Rainer Wirth und Raúl Olivares auf der Torhüterposition gut besetzt war. González blieb beim Hauptstadtklub bis 2015, wurde in dieser Zeit zweimal verliehen. 2015 wechselte der Torwart zu Deportes Copiapó und wurde Stammtorwart. Danach spielte er für weitere Klubs in Chile und kam 2020 zu Deportes Antofagasta, wo er drei Spielzeiten blieb. 2023 schloss sich der Torhüter dem CD O’Higgins an und kehrte 2024 zu Everton zurück, wo er bereits 2013 bis 2014 als Leihspieler aktiv war.

## Erfolge
Colo-Colo
- Chilenischer Meister: 2008-C, 2009-C